# Aleksandar Filipović (football)
Aleksandar Filipović est un footballeur serbe né le 20 décembre 1994 à Leskovac. Il évolue au poste d'arrière droit au FC RFS.

## Biographie

### Carrière en club
Formé à Dubočica puis au FK Jagodina, Filipović fait ses débuts professionnels le 21 mai 2011, à l'âge de 16 ans, à l'occasion d'un match de championnat contre le Rad Belgrade où il rentre en tout fin de partie. Il dispute un deuxième match quatre jours plus tard contre le Borac Čačak, entrant cette fois à l'heure de jeu. Il ne joue par la suite pas du tout en équipe première lors des deux saisons qui suivent, apparaissant quelques fois sur le banc sans jamais entrer en jeu.
Intégrant finalement la rotation de l'effectif à partir de l'exercice 2013-2014, il dispute cette saison-là dix-huit matchs en championnat, s'imposant comme un titulaire régulier au poste d'arrière gauche lors de la deuxième partie de saison, et disputant également la finale de la Coupe de Serbie, finalement perdue face au Vojvodina Novi Sad. Se maintenant comme titulaire par la suite, il dispute notamment deux matchs de Ligue Europa à l'été 2014 face au CFR Cluj, qui débouchent sur une élimination directe des siens. Il dispute ensuite vingt-trois rencontres de championnat, portant le brassard de capitaine à partir de la deuxième partie de saison. Il inscrit par ailleurs son premier but en équipe première le 2 novembre 2014 face au Donji Srem. Jouant trente-cinq rencontres de championnats lors de l'exercice 2015-2016, il ne peut cependant pas empêcher la relégation de son équipe à l'issue de celui-ci et quitte finalement le club à l'été 2016.
Rejoignant le Voždovac Belgrade, Filipović s'y impose très vite comme un titulaire régulier, disputant vingt-six matchs de championnat, pour un but marqué face à Novi Pazar le 8 mars 2017. Il joue vingt rencontres lors de la première moitié de la saison 2017-2018, inscrivant trois buts. Il est par la suite recruté en début d'année 2018 par le club biélorusse du BATE Borisov. Présenté par le club comme un joueur polyvalent au sein des postes défensifs, Filipović est ainsi aligné aux postes de latéral droit et gauche ainsi que de défenseur central tout au long de la saison 2018, qui le voit délivrer quatre passes décisives et marquer un but contre le FK Homiel le 13 juin 2018 et remporter la compétition au terme de l'année. Il dispute par ailleurs la finale de la Coupe de Biélorussie, finalement perdue contre le Dinamo Brest.
Il dispute la Ligue des champions pour la première fois de sa carrière lors de l'été 2018, disputant six rencontres lors de la phase qualificative qui voit finalement les siens être éliminés par le PSV Eindhoven au stade des barrages. Repêché en Ligue Europa, il joue cinq des six rencontres de la phase de groupes, écopant d'un carton rouge lors du premier match face au MOL Vidi, tandis que les siens terminent deuxième du groupe derrière Chelsea et se qualifient pour les seizièmes de finale, où ils sont finalement vaincus par Arsenal, futur finaliste.

## Statistiques
| Saison                | Club                  | Championnat           | Championnat | Championnat | Coupe(s) nationale(s) | Coupe(s) nationale(s) | Compétition(s) continentale(s) | Compétition(s) continentale(s) | Compétition(s) continentale(s) | Total | Total |
| Saison                | Club                  | Division              | M.          | B.          | M.                    | B.                    | Comp.                          | M.                             | B.                             | M.    | B.    |
| 2010-2011             | FK Jagodina           | D1                    | 2           | 0           | -                     | -                     | -                              | -                              | -                              | 2     | 0     |
| 2011-2012             | FK Jagodina           | D1                    | -           | -           | -                     | -                     | -                              | -                              | -                              | 0     | 0     |
| 2012-2013             | FK Jagodina           | D1                    | -           | -           | -                     | -                     | -                              | -                              | -                              | 0     | 0     |
| 2013-2014             | FK Jagodina           | D1                    | 18          | 0           | 5                     | 0                     | -                              | -                              | -                              | 23    | 0     |
| 2014-2015             | FK Jagodina           | D1                    | 23          | 1           | 3                     | 0                     | C3                             | 2                              | 0                              | 28    | 1     |
| 2015-2016             | FK Jagodina           | D1                    | 35          | 1           | 2                     | 0                     | -                              | -                              | -                              | 37    | 1     |
| Sous-total            | Sous-total            | Sous-total            | 78          | 2           | 10                    | 0                     | -                              | 2                              | 0                              | 90    | 2     |
| 2016-2017             | Voždovac Belgrade     | D1                    | 26          | 1           | 3                     | 0                     | -                              | -                              | -                              | 29    | 1     |
| 2017-2018             | Voždovac Belgrade     | D1                    | 20          | 3           | 1                     | 0                     | -                              | -                              | -                              | 21    | 3     |
| Sous-total            | Sous-total            | Sous-total            | 46          | 4           | 4                     | 0                     | -                              | -                              | -                              | 50    | 4     |
| 2018                  | BATE Borisov          | D1                    | 27          | 1           | 7                     | 0                     | C1+C3                          | 6+5                            | 0                              | 45    | 1     |
| 2019                  | BATE Borisov          | D1                    | 29          | 1           | 3                     | 0                     | C3+C1+C3                       | 2+4+4                          | 0                              | 42    | 1     |
| 2020                  | BATE Borisov          | D1                    | 27          | 0           | 6                     | 0                     | C3                             | 1                              | 0                              | 34    | 0     |
| 2021                  | BATE Borisov          | D1                    | 27          | 1           | 7                     | 0                     | C4                             | 2                              | 0                              | 36    | 1     |
| Sous-total            | Sous-total            | Sous-total            | 110         | 3           | 23                    | 0                     | -                              | 24                             | 0                              | 157   | 3     |
| Total sur la carrière | Total sur la carrière | Total sur la carrière | 234         | 9           | 37                    | 0                     | -                              | 26                             | 0                              | 297   | 9     |

## Palmarès
Serbie -19 ans
- Vainqueur du championnat d'Europe des moins de 19 ans 2013.

 FK Jagodina
- Finaliste de la Coupe de Serbie en 2014.

 BATE Borisov
- Champion de Biélorussie en 2018.
- Vainqueur de la Coupe de Biélorussie en 2020.
- Finaliste de la Coupe de Biélorussie en 2018.